# Thenay, Loir-et-Cher

Thenay este o comună în departamentul Loir-et-Cher, Franța. În 1 ianuarie 2018 avea o populație de 914 de locuitori.